# East-Link híd
Tom Clarke Bridge (írül: Droichead Thomais Uí Chléirigh, angolul: East Link Toll Bridge) egy fizetős híd Dublinban a Liffey folyó fölött. Üzemeltetője a dublini városi tanács. Felnyíló típusú híd, amely összeköti North Wallt és Ringsendet. Az utolsó híd, mielőtt a Liffey folyó az Ír-tengerbe torkollik. A híd része az R131 regionális útnak.

## Története
A Dublini Városi Tanács tulajdonában van, és az NTR plc üzemelteti. A szétnyitható híd North Wallt és Ringsendet köti össze. A legutolsó híd a kikötőben, majd a Dublini-öbölbe torkolló Liffey folyón.
Az East-Linket az NTR építette, és 1984-ben nyílt meg a járműforgalom előtt. 2015. december 31-től a tanács tulajdonába került, de az megengedte, hogy a továbbiakban is az NTR üzemeltesse.
A városközpont a hídtól nyugatra van, a híd összeköti a város északi részét a központtal. A Dublin Port Tunnel csak a hídtól északra közlekedik, a Docklndson, a Liffey folyó északi partján van. Dublin legtöbb rakpartja a hídtól keletre van, de átlagosan naponta háromszor felnyitják a hidat, hogy beengedjék a vízi forgalmat.
2016-ban naponta 14 000 17 000 jármű haladt át naponta az East-Link hídon. 2016-ban a teher- és személygépjárművek készpénzzel vagy elektronikus átutalási rendszerrel fizettek a híd használatáért, míg ugyanez a bicikliseknek és motorosoknak ingyenes. A fizetés helye és az adminisztráció a híd déli oldalán, Ringsend rakparton kapott helyet.

## Neve

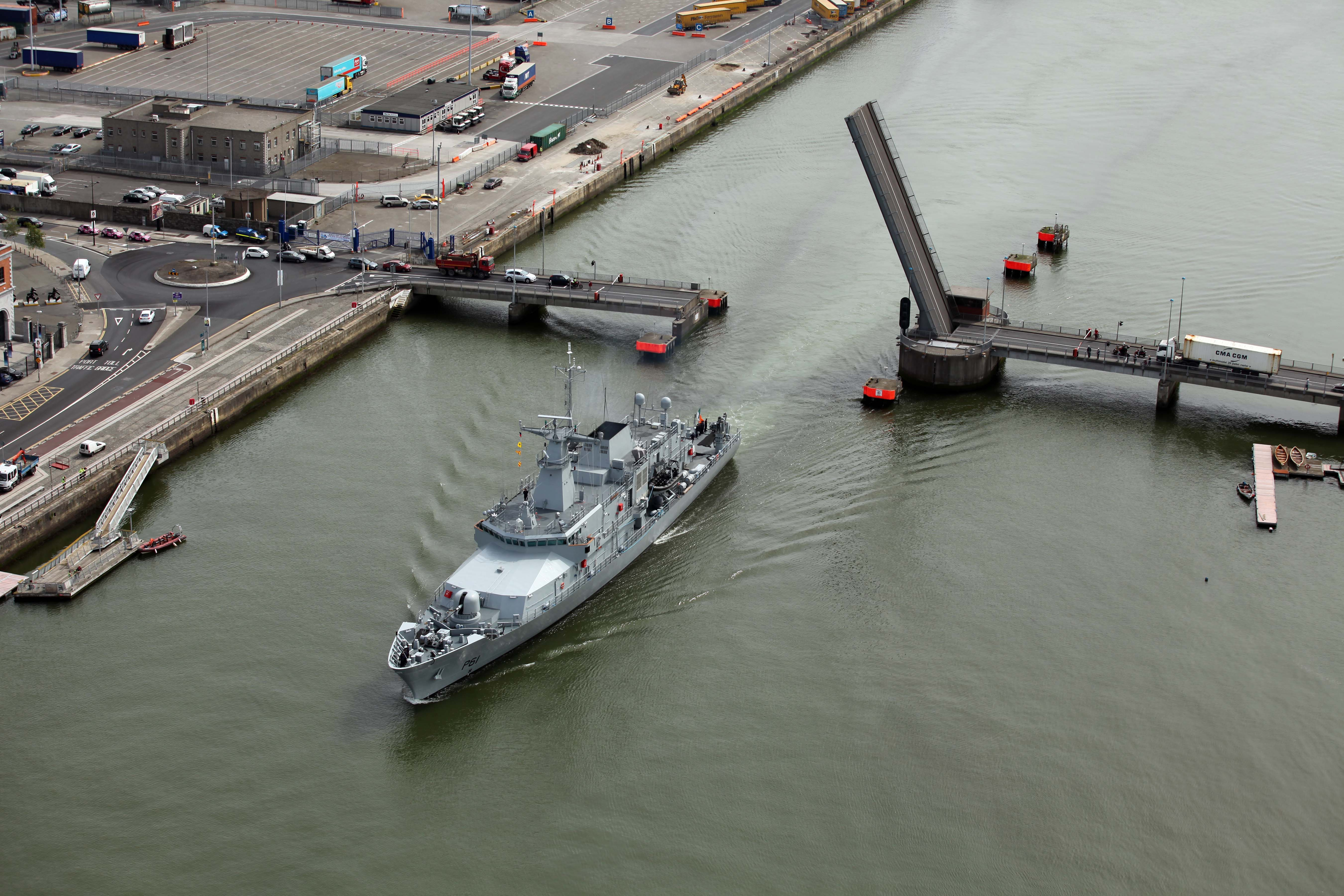
A hajó számára felhúzott híd

East-Link hidat Michael D. Higgins elnök javaslatára átnevezték Thomas Clarke hídnak, Thomas Clarke után. Az átnevezési ünnepség 2016. május 3-án volt, ezen a napon lőtték le a Kilmainham Gaol börtönben 1916-ban, amiért részt vett a húsvéti felkelésben.

## Érdekesség
A U2 együttes Pride című dalának klipjében a hídnál érik el Dublint.